# Governo Christodoulidīs
Il Governo Christodoulidīs è il 14º ed attuale governo della Repubblica di Cipro, dal 28 febbraio 2023.

## Storia

### Formazione
Guidato dal Presidente Nikos Christodoulidīs, il governo è costituito e appoggiato da alcuni dissidenti del Raggruppamento Democratico (DISY), Partito Democratico (DIKO), Movimento dei Socialdemocratici (EDEK), con l’appoggio esterno di Allineamento Democratico (DiPa) e, in via extra-parlamentare, di Movimento Solidarietà (KA), fino al 2024; insieme, questi dispongono di 12 deputati su 56, ovvero il 21,43% dei seggi della Camera dei Rappresentanti.
Dal 2024, con l’aggiunta del Movimento degli Ecologisti - Cooperazione dei Cittadini (KO-SP), vengono aggiunti 2 seggi alla coalizione di governo, portando a disporre di 14 deputati su 56, ovvero il 25% dei seggi della Camera.
Questo governo si è formato dopo le elezioni presidenziali del 2023, e succede al Governo Anastasiadīs II.
Il presidente eletto è entrato in carica il 28 febbraio, nominando il giorno successivo il suo governo, molto ricco di indipendenti.

## Compagine di governo

### Appartenenza politica
L'appartenenza politica dei membri del Governo alla sua formazione era la seguente:
| Partito | Partito                                       | Presidente | Ministri | Rappresentanti | Commissari | Totale |
| ------- | --------------------------------------------- | ---------- | -------- | -------------- | ---------- | ------ |
|         | Indipendenti (IND)                            | 1          | 5        | —              | 1          | 7      |
|         | Raggruppamento Democratico (DISY)             | —          | 2        | 2              | —          | 4      |
|         | Partito Democratico (DIKO)                    | —          | 3        | —              | —          | 3      |
|         | Movimento Solidarietà (KA)                    | —          | 1        | —              | —          | 1      |
|         | Movimento dei Socialdemocratici - EDEK (EDEK) | —          | —        | —              | 1          | 1      |
| Totale  | Totale                                        | 1          | 11       | 2              | 2          | 16     |

L'appartenenza politica attuale dei membri del Governo è la seguente:
| Partito | Partito                                                         | Presidente | Ministri | Rappresentanti | Commissari | Totale |
| ------- | --------------------------------------------------------------- | ---------- | -------- | -------------- | ---------- | ------ |
|         | Indipendenti (IND)                                              | 1          | 4        | —              | 1          | 6      |
|         | Raggruppamento Democratico (DISY)                               | —          | 2        | 2              | —          | 4      |
|         | Partito Democratico (DIKO)                                      | —          | 4        | —              | —          | 4      |
|         | Movimento dei Socialdemocratici - EDEK (EDEK)                   | —          | 1        | —              | —          | 1      |
|         | Movimento degli Ecologisti - Cooperazione dei Cittadini (KO-SP) | —          | —        | —              | 1          | 1      |
| Totale  | Totale                                                          | 1          | 11       | 2              | 2          | 16     |

## Composizione
Indipendenti
     Raggruppamento Democratico (DISY)
     Partito Democratico (DIKO)
     Movimento dei Socialdemocratici (EDEK)
     Movimento Solidarietà (KA)
     Movimento degli Ecologisti - Cooperazione dei Cittadini (KO-SP)
| Presidenza della Repubblica                      | Presidenza della Repubblica | Presidenza della Repubblica | Presidenza della Repubblica                      | Presidenza della Repubblica |
| Carica                                           | Titolare                    | Titolare                    | Titolare                                         | Partito                     |
| ------------------------------------------------ | --------------------------- | --------------------------- | ------------------------------------------------ | --------------------------- |
| Presidente della Repubblica                      |                             |                             | Nikos Christodoulidīs                            | Indipendente                |
| Ministeri                                        |                             |                             |                                                  |                             |
| Ministri                                         | Ministri                    | Ministri                    | Ministri                                         | Partito                     |
| Affari esteri                                    |                             |                             | Kōnstantinos Kompos                              | Indipendente                |
| Interno                                          |                             |                             | Kōnstantinos Iōannou                             | DISY                        |
| Finanze                                          |                             |                             | Makīs Keraunos                                   | DIKO                        |
| Difesa                                           |                             |                             | Michalīs Giōrgallas (fino al 10 gennaio 2024)    | KA                          |
| Difesa                                           |                             |                             | Vasilīs Palmas (dal 10 gennaio 2024)             | DIKO                        |
| Istruzione, cultura, sport e gioventù            |                             |                             | Athīna Michaīlidou                               | Indipendente                |
| Trasporti, comunicazioni e lavori pubblici       |                             |                             | Alexīs Vafeiadīs                                 | DISY                        |
| Energia, commercio e industria                   |                             |                             | Giōrgios Papanastasiou                           | Indipendente                |
| Agricoltura, sviluppo rurale e ambiente          |                             |                             | Petros Xenofōntos (fino al 10 gennaio 2024)      | Indipendente                |
| Agricoltura, sviluppo rurale e ambiente          |                             |                             | Maria Panagiōtou (dal 10 gennaio 2024)           | EDEK                        |
| Lavoro e sicurezza sociale                       |                             |                             | Giannīs Panagiōtou                               | DIKO                        |
| Giustizia e ordine pubblico                      |                             |                             | Anna Koukidī-Prokopiou (fino al 10 gennaio 2024) | DIKO                        |
| Giustizia e ordine pubblico                      |                             |                             | Mariōs Hartsiotīs (dal 10 gennaio 2024)          | Indipendente                |
| Salute                                           |                             |                             | Popī Kanarī (fino al 10 gennaio 2024)            | Indipendente                |
| Salute                                           |                             |                             | Michalīs Damianōs (dal 10 gennaio 2024)          | DIKO                        |
| Rappresentanze del Governo                       |                             |                             |                                                  |                             |
| Rappresentanti del Governo                       | Rappresentanti del Governo  | Rappresentanti del Governo  | Rappresentanti del Governo                       | Partito                     |
| Rappresentante del Governo Portavoce del Governo |                             |                             | Kōnstantinos Letumpiōtīs                         | DISY                        |
| Vice Rappresentante del Governo                  |                             |                             | Doxa Kōmodromou                                  | DISY                        |
| Commissariati del Governo                        |                             |                             |                                                  |                             |
| Commissari del Governo                           | Commissari del Governo      | Commissari del Governo      | Commissari del Governo                           | Partito                     |
| Parità di genere                                 |                             |                             | Tzozī Christodoulou                              | Indipendente                |
| Ambiente                                         |                             |                             | Maria Panagiōtou (fino al 10 gennaio 2024)       | EDEK                        |
| Ambiente                                         |                             |                             | Antonia Theodosiou (dal 10 gennaio 2024)         | KO-SP                       |